# Reketó község
Reketó község (románul: Comuna Măguri-Răcătău) község Kolozs megyében, Romániában. Központja Reketó, beosztott falvai Hideghavas, Szamosfő.

## Fekvése
Kolozsvártól mintegy 40 kilométerre a Gyalui-havasokban, a DJ 107T megyei út mentén helyezkedik el.

## Népessége
1850-től a népesség alábbiak szerint alakult:
| Lakosok száma | 910  | 2001 | 2135 | 2683 | 3017 | 3406 | 2567 | 2411 | 2242 | 2077 |
|               | 1850 | 1880 | 1900 | 1930 | 1941 | 1977 | 1992 | 2002 | 2011 | 2021 |

A 2011-es népszámlálás adatai alapján a község népessége 2242 fő volt, melynek 97,73%-a román. Vallási hovatartozás szempontjából a lakosság 90,01%-a ortodox, 6,16%-a pünkösdista.

## Nevezetességei
A község területén nincsenek műemlékek.
Országos szinten védett terület a Molhașurile Căpățânii botanikai rezervátum
Megyei szinten védett területek:
- Dumitresei-völgy
- Reketó-szoros
- Hideg Szamos szorosa